# گردشگری یوگا

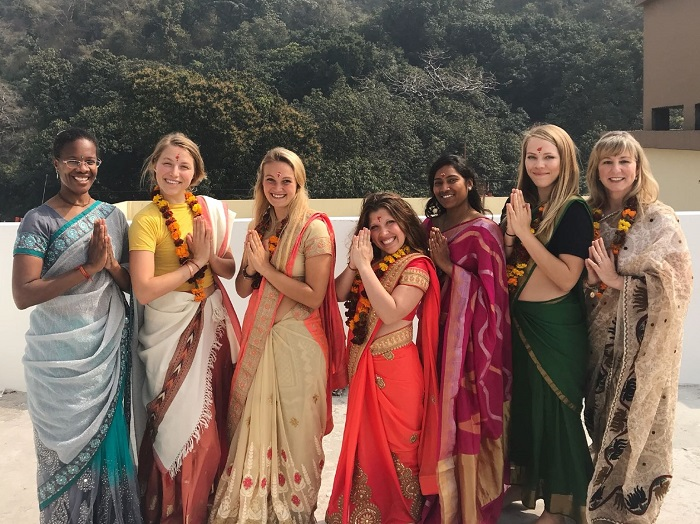
برخی از گردشگران یوگا به هند سفر می‌کنند تا دارای گواهینامه مربی‌گری یوگا شوند، همچون این افراد که در یک دوره آموزش ۲۰۰ ساعته مربی‌گری آشتانگا یوگا در ریشیکش حضور پیدا کردند.

گردشگری یوگا سفری با هدف خاص جهت تجربه نوعی از یوگا، چه از نوع روحی یا فعالیت بدنی است. گزینه اولی نوعی گردشگری معنوی است. مورد دوم هم به گردشگری معنوی و هم به گردشگری سلامت مربوط می‌شود. گردشگران یوگا اغلب از آشرام‌ها در هند بازدید می‌کنند تا یوگا را مورد مطالعه قرار دهند یا به عنوان مربی یوگا تعلیم دیده و گواهینامه دریافت کنند. از حمله مراکز اصلی گردشگری یوگا، شهرهای ریشیکش و میسور است.
با وجود اینکه هیمالیا زادگاه یوگا و مقصد اصلی گردشگری یوگا است، استراحتگاه‌ها و سپری کردن روزهای تعطیل با یوگا، در بسیاری از کشورها ارائه می‌شود که شامل خدمات متنوع از اقامت ساده در مهمان‌خانه‌ها و آشرام‌ها تا آسودگی مرفه در استراحتگاه‌های مجلل ۵ ستاره می‌باشد.

## آوردگاه‌ها

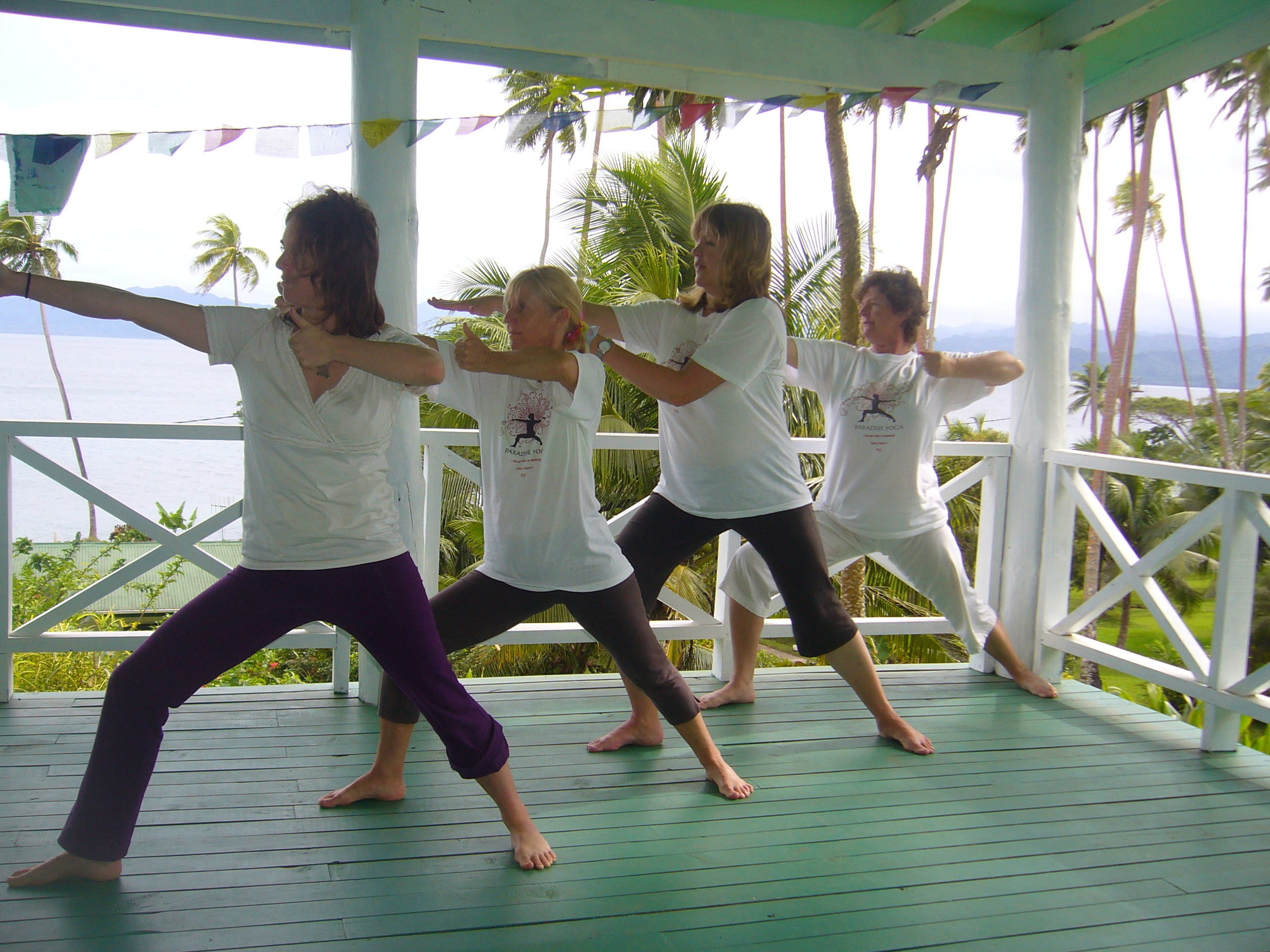
سپری کردن تعطیلات با یوگا در فیجی

گردشگری یوگا الزاماً به معنی سفر به آشرام (یک صومعه هندو) و ضرورتاً به هند نیست، هر چند به عنوان زادگاه یوگا، معتبرترین مکان ( Locus classicus) مربوط به این فعالیت است. به عنوان نمونه در کانادا آشرام‌هایی وجود دارد که یوگا ارائه می‌کنند. دیگر انواع مقدور آوردگاه‌ها، خود را با عنوان «مراکز جامع‌نگر» و «تعطیلات یوگا»، از جمله سپری کردن تعطیلات در «یک استراحتگاه ۵ ستاره با یک معلم یوگای مشهور»، توصیف می‌کنند. سپری کردن تعطیلات با یوگا در کشورهایی از جمله یونان، سریلانکا، ژاپن، تایلند، اسکاتلند، فرانسه، مراکش، انگلستان، پرتغال، اسپانیا، ترکیه، مالدیو و ولز ارائه می‌شود. آسودگاه‌های یوگا را می‌توان در بسیاری از کشورها، به عنوان نمونه در کاستاریکا و ایتالیا، یافت. هتل‌ها و مهمانخانه‌ها در سراسر جهان به‌طور متشابه تعطیلات یوگا را در کشورها، همچون بلغارستان و ترکیه، عرضه می‌کنند. «یوگا پاستورال» (pastoral yoga) را می‌توان در کشورهایی از جمله فرانسه یافت.

## هند

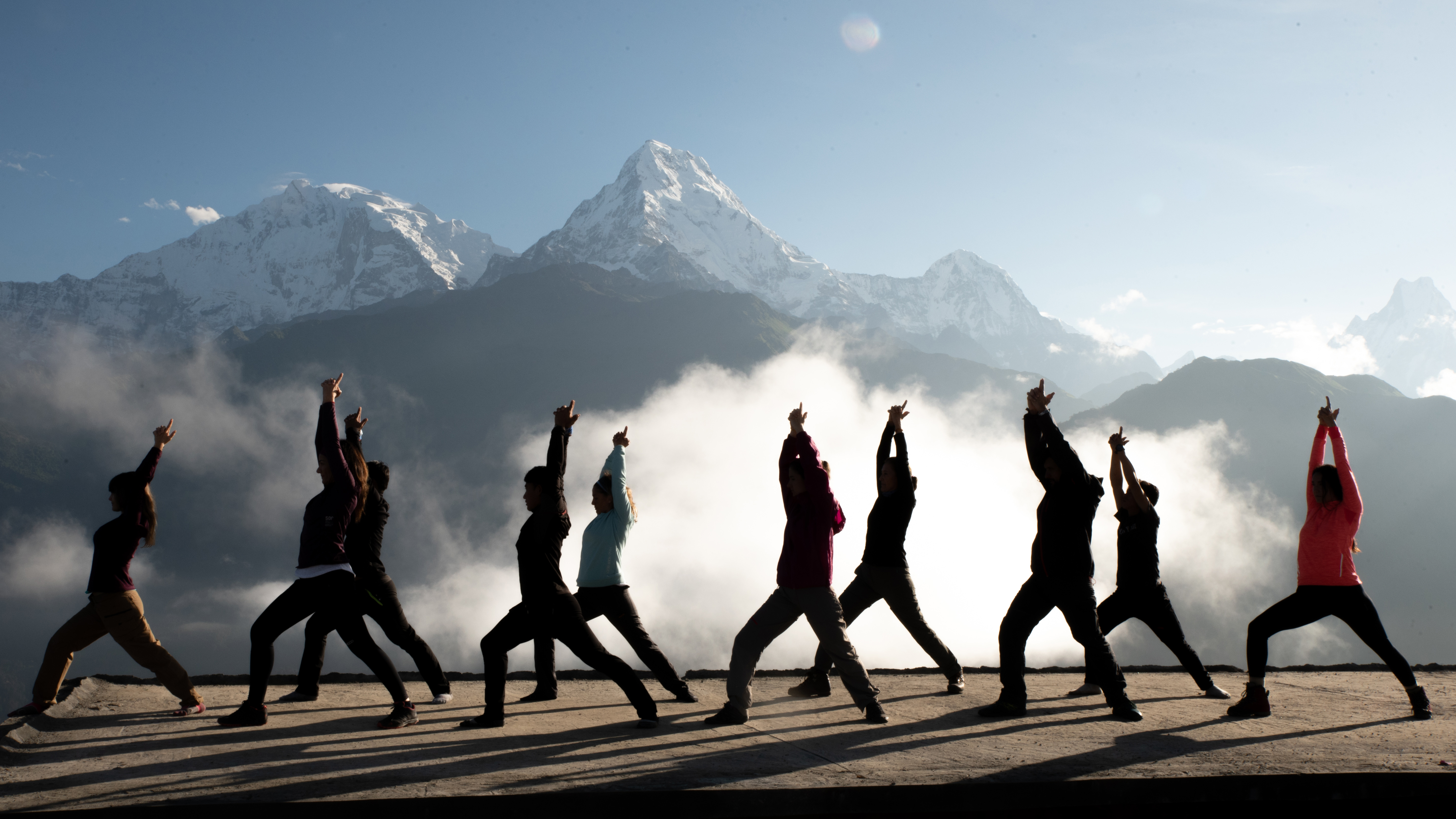
گردشگران در حال انجام یوگا در پون هیل، نپال

به دنبال ورود سری سوامی سیواناندا ساراسواتی مهاراج به شهر ریشیکش در سال ۱۹۲۲ برای ترویج فلسفه خود از یوگا، هند به مقصد اصلی گردشگری یوگا تبدیل شد. سپس در سال ۱۹۶۸ گروه راک انگلیسی بیتلز به ریشیکش سفر کرد تا در دوره آموزشی مدیتیشن تعالی‌بخش (یا مدیتیشن تی‌ام) در آشرام ماهاریشی ماهش یوگی شرکت کنند. این دیدار باعث علاقه گسترده غربی‌ها به معنویت در هند شد، و منجر به مسافرت بسیاری از غربی‌ها به هند شد تا بتوانند یوگای «اصیل» را در آشرام‌ها، در مکان‌هایی همچون شهرهای میسور (برای آشتانگا یوگا) و ریشیکش پیدا کنند. این جریان به نوبه خود منجر به ایجاد بسیاری از مدارس یوگا برای آموزش مربی‌گری یوگا شد و توسط وزارت گردشگری هند و وزارت آیوش، هند را به عنوان «قطب گردشگری یوگا» معرفی کرد.